# Google hacking
Google hacking, также называемый Google dorking — это хакерский метод, который используется в Google Search и других приложениях Google для поиска дыр в конфигурации и компьютерном коде, которые используют веб-сайты.

## Основы
«Google hacking» предполагает использование расширенных операторов в поисковой системе Google для поиска определённых строк текста в результатах поиска. Один из популярных примеров — это поиск конкретных версий уязвимостей Веб-приложений. Поисковый запрос intitle:admbook intitle:Fversion filetype:php найдет все веб-страницы, содержащие этот конкретный текст. Обычно при установке приложений по умолчанию их текущая версия указывается на каждой странице, на которой они работают, например, «Powered by XOOPS 2.2.3 Final». Можно найти устройства, подключенные к Интернету.
Строка поиска, например inurl: "ViewerFrame? Mode =", найдет общедоступные веб-камеры.
Ещё один полезный вид поиска — это intitle:index.of, за которым следует ключевое слово поиска. Так можно получить список файлов на серверах. Например, intitle: index.of mp3 предоставит все файлы MP3, доступные на различных типах серверов.

## Продвинутые операторы

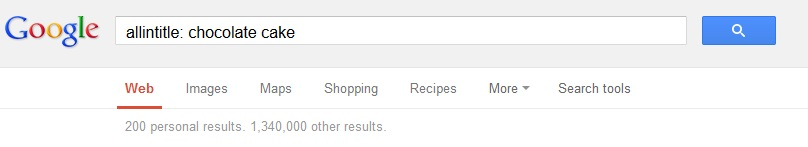
Пример ввода одной из команд

Есть много подобных продвинутых операторов, которые могут использоваться для эксплойтов на небезопасных веб-сайтах:
| Оператор      | Назначение                   | Миксовать ли с другими операторами? | Можно использовать отдельно? | Web         | Images      | Groups    | News        |
| ------------- | ---------------------------- | ----------------------------------- | ---------------------------- | ----------- | ----------- | --------- | ----------- |
| intitle       | Поиск по заголовку страницы  | да                                  | да                           | да          | да          | да        | да          |
| allintitle    | Поиск по заголовку страницы  | да                                  | да                           | да          | да          | да        | да          |
| inurl         | Поиск по URL                 | да                                  | да                           | нет         | да          | полностью | как intitle |
| allinurl      | Поиск по URL                 | да                                  | да                           | да          | да          | да        | как intitle |
| filetype: env | конкретные файлы             | да                                  | да                           | да          | да          | полностью |             |
| intext        | Искать только текст страницы | да                                  | да                           | да          | да          | да        | да          |
| allintext     | Искать только текст страницы |                                     | да                           | да          | да          | да        | нет         |
| site          | Искать на конкретном сайте   | да                                  | да                           | нет         | да          | да        | полностью   |
| link          | Искать ссылки на страницы    | да                                  | да                           | да          | да          | да        | полностью   |
| inanchor      | Поиск по якорному тексту     | да                                  | да                           | да          | да          | полностью | да          |
| numrange      | Найти номер                  | да                                  | да                           | да          | да          | да        | полностью   |
| daterange     | Поиск в диапазоне дат        | да                                  | да                           | да          | полностью   | полностью | полностью   |
| author        | Поиск авторов группы         | да                                  | да                           | да          | да          | да        | полностью   |
| group         | Поиск по названию группы     |                                     | да                           | да          | да          | да        | полностью   |
| insubject     | Поиск по теме группы         | да                                  | да                           | как intitle | как intitle | да        | как intitle |
| msgid         | Поиск по msgid группы        | да                                  | да                           | полностью   |             | да        |             |

## История Google hacking
Концепция «Google hacking» восходит к 2002 году, когда Джонни Лонг начал собирать поисковые запросы Google, которые раскрывали уязвимости систем и/или раскрытие конфиденциальной информации, назвав их googleDorks.
Список Google Dorks вырос в большой словарь запросов, которые в конечном итоге были организованы в исходную базу данных Google Hacking Database (GHDB) в 2004 году.
С момента своего расцвета, концепции, изучаемые при взломе Google, были распространены на другие поисковые системы, такие как Bing и Shodan. Инструменты автоматизированных атак используют пользовательские словари для поиска уязвимых систем и раскрытия конфиденциальной информации в общедоступных системах, которые были проиндексированы поисковыми системами.